# 159 aC
El 159 aC  va ser un any del calendari romà prejulià. Durant la República i l'Imperi Romà es coneixia com l''Any del Consolat de Dolabel·la i 'Nobílior o també any 595 Ab urbe condita o de la fundació de la ciutat). L'ús del nom «159 aC» per referir-se a aquest any es remunta a l'alta edat mitjana, quan el sistema Anno Domini va ser el mètode de numeració dels anys més comú a Europa.

## Esdeveniments

### Ibèria del Caucas
- Mirian I és rei d'Ibèria del Caucas a la mort del seu oncle Saurmag I, que l'havia adoptat.[2]

### Imperi Selèucida
- Amb la victòria de l'Imperi Selèucida a Judea en temps dels Macabeus, Alcimus es torna a establir com a Summe Sacerdot d'Israel.[3]

### Àsia Menor
- Àtal II és rei de Pèrgam a la mort del seu germà Èumenes II.[4]

### Antiga Grècia
- Càrops el jove, cabdill epirota que l'any 165 aC s'havia proclamat tirà de l'Epir, és condemnat pel Senat Romà acusat de crueltat extrema. Quan la sentència arriba al país, Càrops la falsifica, però aquest any és deposat.[5]

### República Romana
- Aquest any són elegits cònsols Gneu Corneli Dolabel·la i Marc Fulvi Nobílior.[6]
- No hi ha notícies sobre aquest consolat, però els Fasti assignen la celebració d'un triomf a Fulvi Nobílior l'any 158 aC per la seva victòria sobre els eleates, un poble lígur, i per això se suposa que en el seu període fa (o potser els dos cònsols) la guerra a Ligúria.[7]

## Necrològiques
- Èumenes II, rei de Pèrgam. (nascut el 197 aC).[8]
- Terenci, comediògraf llatí d'origen amazic (nascut el 184 aC).[9]
- Saurmag I, rei d'Ibèria del Caucas.[2]